# Unto These Hills
Unto These Hills er en historisk udendørs teaterforestilling, der opføres hver aften bortset fra søndag i sommersæsonen. Forestillingen er blev opført hver sommer siden 1950, og dermed den 3. ældste friluftsopførelse af et historisk drama i USA. Forestillingen opføres på Mountainside Theatre i Cherokee i North Carolina.
Forestillingen fortæller de østlige cherokeseres historie fra de første møder med de hvide til hovedparten af stammen blev flyttet til Indianerterritoriet i det nuværende Oklahoma i 1838 på det, der siden er blevet døbt Trail of Tears. I dramet "medvirker" historiske skikkelser som fx Sequoia, Junaluska, høvdingen Yonaguska, også kaldet Druknende bjørn, og dennes adoptivsøn, William Holland Thomas. Desuden forekommer legendariske eller overnaturlige skikkelser som Selu, Majsmoderen og Kanati, Den store Jæger.

## Historien
Den første version af forestillingen blev skrevet af Kermit Hunter, der var kendt for netop at skrive historiske dramaer til friluftsforestillinger. Den første opførelse fandt sted den 1. juli 1950. Det vil sige at forestillingen har været vist på Mountainside Theater i nu 65 år. Blandt de, der i tidens løb har medvirket i forestillingen er Michael Rosenbaum, der ellers er mest kendt for at spille Lex Luthor i tv-serien Smallville. En anden forholdsvis kendt skuespiller (i hvert fald i USA) er Ben L. Jones, der i en enkelt periode mellem 1989 og 1993 sad i Repræsentanternes Hus, valgt i Georgias 4. distrikt. Før det medvirkede han i tv-serien The Dukes of Hazard .
Siden 1950 er forestillingen flere gange blevet revideret på forskellige områder og i 2006 ansatte stammeregeringen i Eastern Band of Cherokee Indians forfatteren Hanay Geiogamah til at revidere hele manuskriptet. Det var den første totale gennemskrivning i forestillingens historie. Hanay Geiogamah er medlem af kiowa-stammen og har fungeret både som forfatter, producent og instruktør af indfødte amerikaneres dramaer. Desuden er han grundlægger af American Indian Dance Theatre og professor ved Department of Theater ved University of California, Los Angeles. 
Geiogamah fik til opgave at se særligt på nogle udvalgte områder, blandt andet skulle han rette nogle historiske fejl i det oprindelige manuskript, og man fandt fra stammeregeringen, at der var for få cherokesere repræsenteret i forestillingen. Geiogamah omskrev manuskriptet og instruerede selv den første forestilling. Det nye manuskript blev ikke vel modtaget hos et flertal af stammemedlemmerne, der mente at for meget af stammens historie var skrevet ud. Geiogamah tilføjede flere traditionelle danse, der skulle forbinde de forskellige scener, men det ændrede ikke på holdningen. Især fordi mange stammemedlemmer savnede historien om Tsali, der ofrede sit liv for at i hvert fald en del af stammen kunne forblive i north Carolina efter Trail of Tears. Denne historie havde Geiogamah fjernet.
Allerede i 2007 blev der derfor skrevet et nyt manuskript af Pat Allee og Ben Hurst. Året efter blev manuskriptet rettet til af Linda West .. Heller ikke dette hjalp. I 2009 blev forestillingen kun overværet af ca. 50.000 mennesker, halvt så mange som i "de gode år", før 2006. Indtil dato har sammenlagt mere end 6 millioner mennesker overværet forestillingen.